# Фредерик Пол
Фредерик Пол (англ. Frederik Pohl; 26 листопада 1919, Нью-Йорк — 2 вересня 2013, Палатайн, округ Кук, Іллінойс, США) — американський письменник-фантаст, футурист, автор понад 70 фантастичних романів та збірок, а також низки нехудожніх книг та реалістичних романів, зокрема роману «Чорнобиль» (англ. «Chernobyl»), що був написаний за матеріалами українського медика та письменника-фантаста Юрія Щербака, заснованими на реальних подіях катастрофи. Пол — лауреат премії Гросмейстер фантастики (1993) та введений до Зали слави наукової фантастики і фентезі (1998).
Романи англійською мовою Ф.Пола отримали нагороди Неб'юла і Г'юго та багато інших.

## Біографія
Фредерик Пол народився в Нью-Йорку. Ріс і навчався в Брукліні (спочатку — публічна школа, потім — технічне училище).
В 17 років взяв участь в Першому Всесвітньому конвенті фантастів (Філадельфія), у 19 років разом з А. Азімовим, С. Корнбласом (Cyril M. Kornbluth), Д. Найтом (Damon Knight) заснував товариство футуріанців. У цей же час почав видавати два науково-фантастичні журнали — «Astonishing Stories» і «Super Science Stories», де публікував під різними псевдонімами і свої власні твори. Після служби у ВПС США (1943—1945) довгий час був літературним агентом. До 1969 року видавав журнали «If» і «Galaxy». Під своїм власним іменем Пол почав публікуватися з 1953 року.
У ці роки створив кілька творів у співавторстві із С. Корнблатом («Торговці космосом», 1953; «Шукати небо», 1954; «Гладіатор за законом» 1955 тощо). Оповідання «Зустріч», написане Ф. Полем і С. Корнблатом, завоював премію «Х'юго» у 1973. З 1954 по 1991 р. Фредерик Пол співпрацював з Джеком Вільямсоном (Jack Williamson) (найвідоміші їхні твори — трилогія «Дитя зірок», 1969 і дилогія «Сага Зозулі», 1983). До початку 1970-х оповідання самого Пола були вдалішими, ніж романи, однак після припинення активної видавничої діяльності він показав себе як талановитий романіст. Перший роман, опублікований ним після переходу «на вільні хліби», «Людина плюс», одержав премію «Неб'юла» (1976), другий — «Брама» — «Неб'юлу» (1977), «Х'юго» і меморіальну премію Дж. Кемпбелла (1978). В останні роки Пол опублікував романи «Джем», «Роки міста», «Схід чорної зірки», «Світ наприкінці часу» і багато інших.
Фредерік Пол швидко відгукнувся на ядерну екологічну трагедію на Чорнобильській АЕС своїм реалістичним романом «Чорнобиль», створеним за матеріалами, переданими йому українським медиком та письменником-фантастом Юрієм Щербаком.

## Нагороди
- 1976 — Неб'юла за роман «Людина плюс»
- 1977 — Неб'юла за роман «Брама»
- 1978 — Меморіальна премія імені Джона Кемпбелла та Г'юго за роман «Брама»

## Переклади українською
- Фредерік Пол. Брама. Переклад з англійської: Ю. В. Єфремов. Харків: КСД, 2017. 256 стор. ISBN 978-617-12-3423-9